# Only Love, L
Only Love, L. è il quinto album in studio della cantante tedesca Lena, pubblicato il 5 aprile 2019.
L'album include i singoli Thank You e Don't Lie to Me, con la produzione di Beatgees, Jugglerz e Jr Blender. Ha raggiunto il numero 2 nella classifica degli album tedeschi ed è entrato nei primi cinque in Austria. L'album è stato ripubblicato come More Love Edition il 6 Dicembre 2019, con le canzoni Better e It Takes Two, nonché le versioni acustiche di Thank You, Don't Lie to Me, Skinny Bitch e della sopracitata Better.

## Singoli
Il singolo principale dell'album Thank You è stato pubblicato il 16 novembre 2018.  Il video musicale della canzone è stato pubblicato il 29 novembre 2018 ed è stato diretto da Mario Clement. La canzone ha debuttato e raggiunto il numero 40 in Germania. Don't Lie to Me è stato pubblicato come secondo singolo dell'album il 15 marzo 2019.  Il video musicale della canzone è stato pubblicato lo stesso giorno ed è stato diretto da Paul Ripke. La canzone ha debuttato e raggiunto il numero 63 in Germania.
Sex in the Morning con Ramz è stato pubblicato il 29 marzo 2019 come primo singolo promozionale dall'album. Boundaries è stato utilizzato nella campagna tedesca per il film Dark Phoenix. Il video musicale ufficiale è stato rilasciato il 17 maggio 2019.  Un video musicale per Love è stato rilasciato come video IGTV il 28 giugno 2019.  Il 3 luglio 2019 il video è stato pubblicato su YouTube. Better con Nico Santos è stato pubblicato come singolo il 16 agosto 2019.  Successivamente è stato incluso nella More Love Edition dell'album.
Skinny Bitch è stato pubblicato come singolo il 24 gennaio 2020, insieme a un video musicale diretto da Paul Hüttemann.

## Tracce
1. Dear L (Joe Walter, Lena Meyer-Landrut, Pascal Reinhardt, Steven Bashir) – 3:19
2. Thank You (Beatgees, Fraser T. Smith, Janee Bennett, Jessica Glynne, Meyer-Landrut, Simon Triebel) – 3:15
3. Private Thoughts (Jeff Shum, Jimmy Burney, Meyer-Landrut) – 4:20
4. Scared (Walter, Meyer-Landrut, Reinhardt) – 3:15
5. Life Was a Beach (Walter, Jonas Shandel, Meyer-Landrut, Marcus Brosch, Molly Irvine, Reinhardt, Philip Albinger) – 2:54
6. Sex in the Morning (Chima Ede, David Hofmann, Iman Jordan, Jimmy Harry, Joachim Piehl, Jonas Lang, L. Meyer-Landrut, Levin Dennler, Martin Willumeit) – 3:08 – featuring Ramz
7. Note to Myself (Meyer-Landrut, Patrick Salmy, Bashir) – 3:06
8. Love (Beatgees, Walter, L. Meyer-Landrut, Nico Wellenbrink) – 4:07
9. Don't Lie to Me (Ede, Hofmann, Piehl, Lang, Lena Meyer-Landrut, Dennler, Willumeit, Matt James, Philip Meckseper, Vania Khaleh-Pari) – 3:26
10. Stuck Inside (Meyer-Landrut, Max Mostley, Norma Jean Martine) – 3:46
11. Skinny Bitch (Meyer-Landrut, Mostley, Martine) – 2:58
12. Boundaries (Cameron Stymeist, Casey Cook, Meyer-Landrut, Nicolas Farmakalidis) – 4:15
13. Ok (Beatgees, Jennifer Kästel, Larissa Herden, Meyer-Landrut) – 3:41